# Lacturnus
Lacturnus – w mitologii rzymskiej bóg ziarna pszenicy. Jego małżonką jest bogini ziarna pszenicy – Lacturcia.